# Église Saint-Trésain
L'église Saint-Trésain est une église catholique située à Avenay-Val-d'Or, dans la Marne.

## Historique

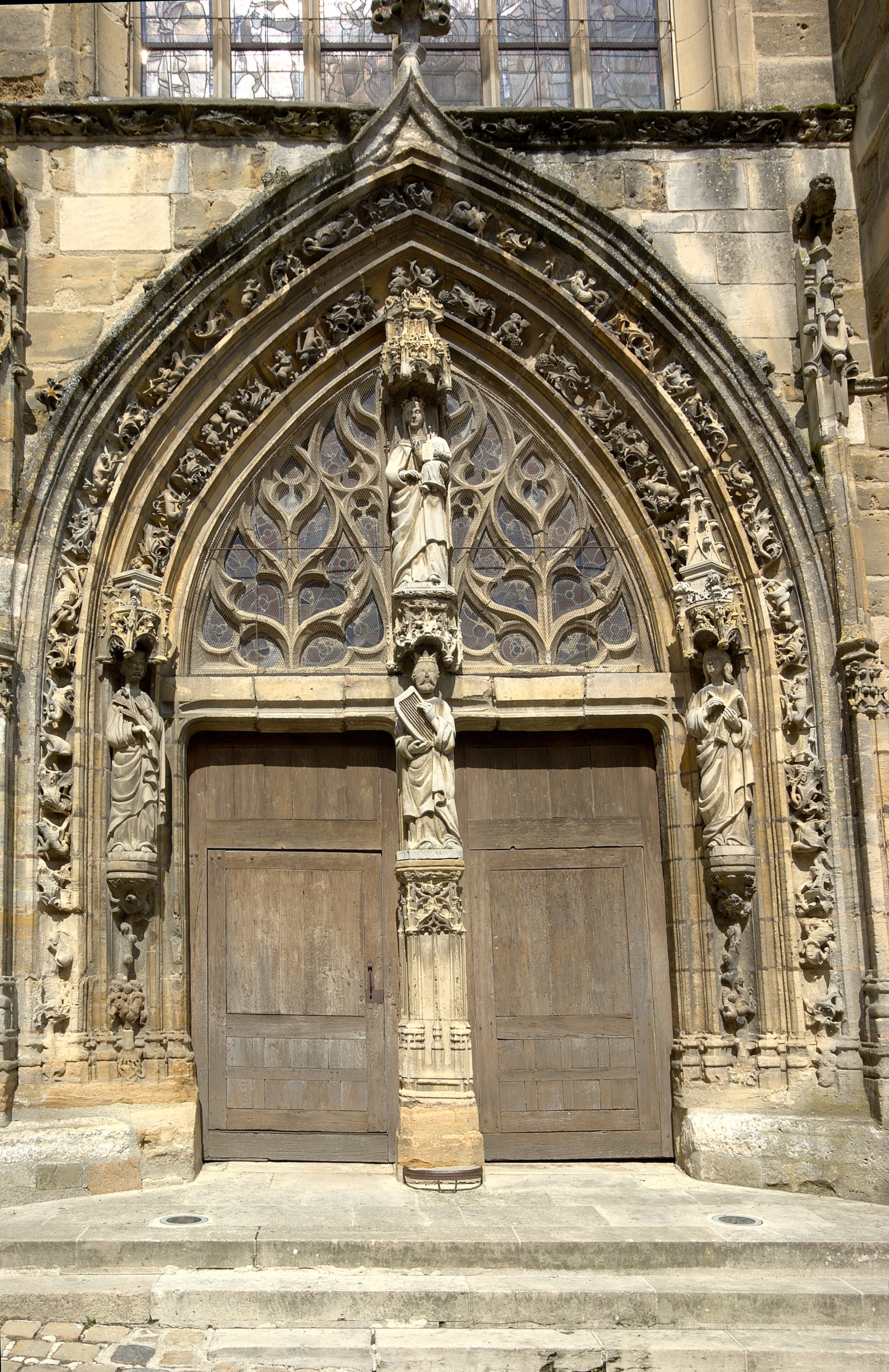
Le portail principal, au sud-ouest de l'église.

Certains historiens avancent que la première église d'Avenay est construite à la suite de la mort de saint Trésain, venu des îles Britanniques pour évangéliser la Champagne à la fin du Ve siècle. Au VIIe siècle, une abbaye est fondée par Berthe d'Avenay, dont le mobilier est aujourd'hui dans l'église Saint-Trésain. Pour Louis Paris, il est certain que l'église paroissiale précède l'implantation de l'abbaye.
Selon la légende, le comte Hugues de Champagne signe en 1103 une charte pour l'édification d'une nouvelle église Saint-Trésain, ayant été guéri d'une maladie grâce aux miracles de sainte Berthe, saint Gombert et saint Trésain d'Avenay. La première mention de l'église remonte à une bulle d'Eugène III en 1147 ; puis en une charte d'Albéric de Humbert en 1214 ainsi que par le roi Philippe le Bel le 18 juillet 1272. La construction de l'église actuelle semble cependant débuter dans la première partie du XIIIe siècle. L'édifice est de style gothique.  Au XVIe siècle, la nef est refaite en grande partie, dont l'ensemble des chapiteaux. À la même époque, de nouvelles baies sont ouvertes dans le chœur. Le clocher actuel est alors édifié, tandis que la façade est reprise avec un portail gothique flamboyant,. Les statues qui l'ornent datent du XIXe siècle.
L'église est classée monument historique le 23 mai 1845.

### Restauration en cours
Cinq tranches de travaux sont prévues, la première tranche réalisée en 2011-2012 consistait à la consolidation des piliers.

## Mobilier
Plusieurs objets de l'église sont classés monument historique. Parmi ceux-ci, on trouve deux peintures sur toile qui servent d'antependium. Datant du XVIIe siècle, l'une représente Le Martyre de saint Gombert et l'autre L'Enfant Jésus portant sa croix. Elles sont classées dans les années 1970,. Un tableau représentant La Fondation de l'abbaye par sainte Berthe, remontant au début du XVIIe siècle, est classé dès 1954. Quatre autres tableaux du XVIIe siècle sont classés en 1978 : La Crucifixion, Le Couronnement de la Vierge , L'Adoration des bergers et Le Christ à la colonne.

## Orgue
L'orgue de tribune de l'église est également protégé : sa partie instrumentale a été classée en 1959 et son buffet en 1975. Il provient de l'ancienne abbaye Saint-Pierre d'Avenay et fut construit dans les années 1770 ou 1780 par Cochu ou Péronard. Le buffet de 1776 est en chêne taillé. Son positif est à trois tourelles. Au-dessus de deux plates-faces, sont sculptées des corbeilles de fleurs.

## Galerie d'images

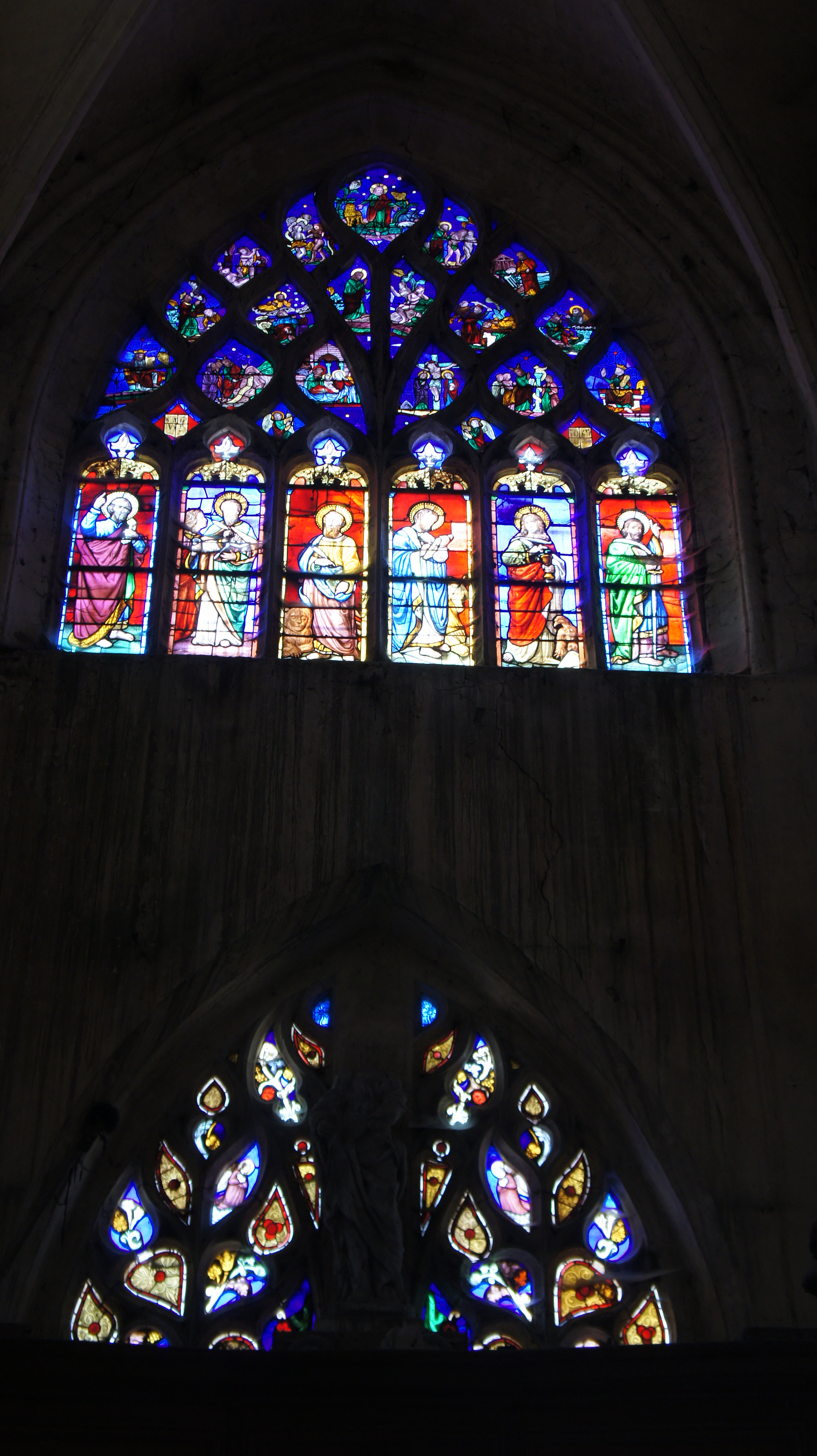
Portail occidental vue intérieure.
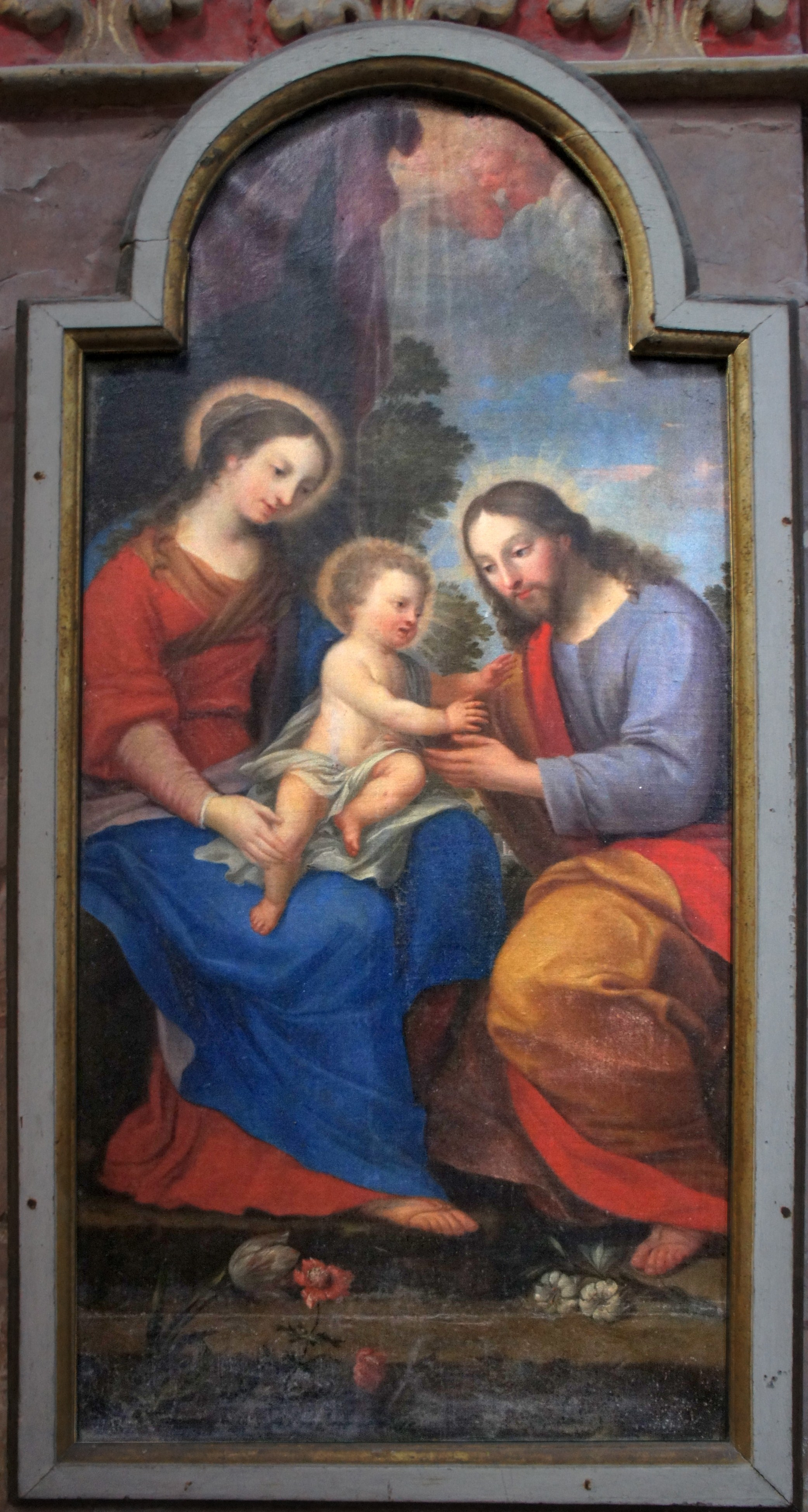
La Sainte Famille (tableau du XVIIe).
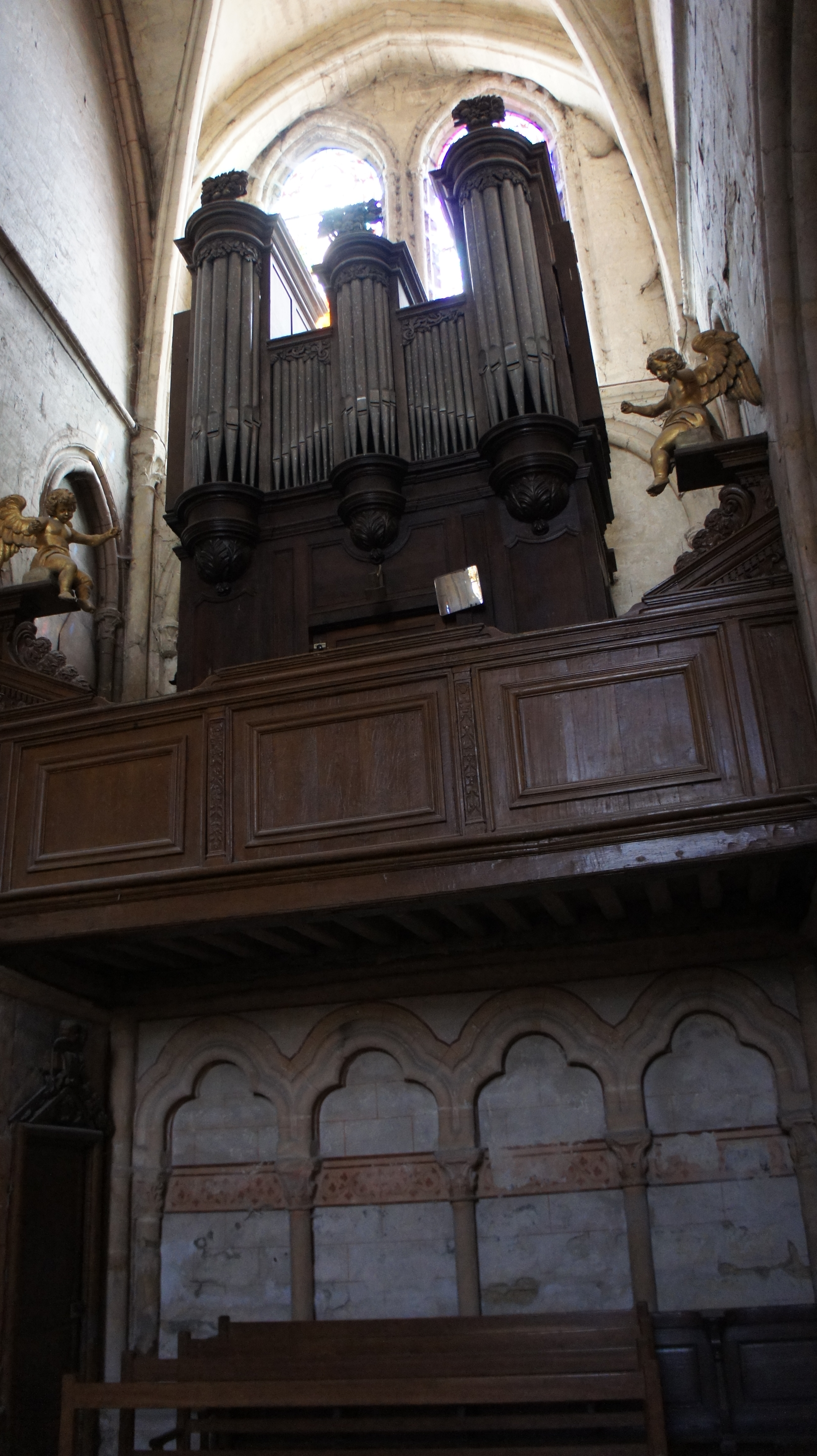
L'orgue.
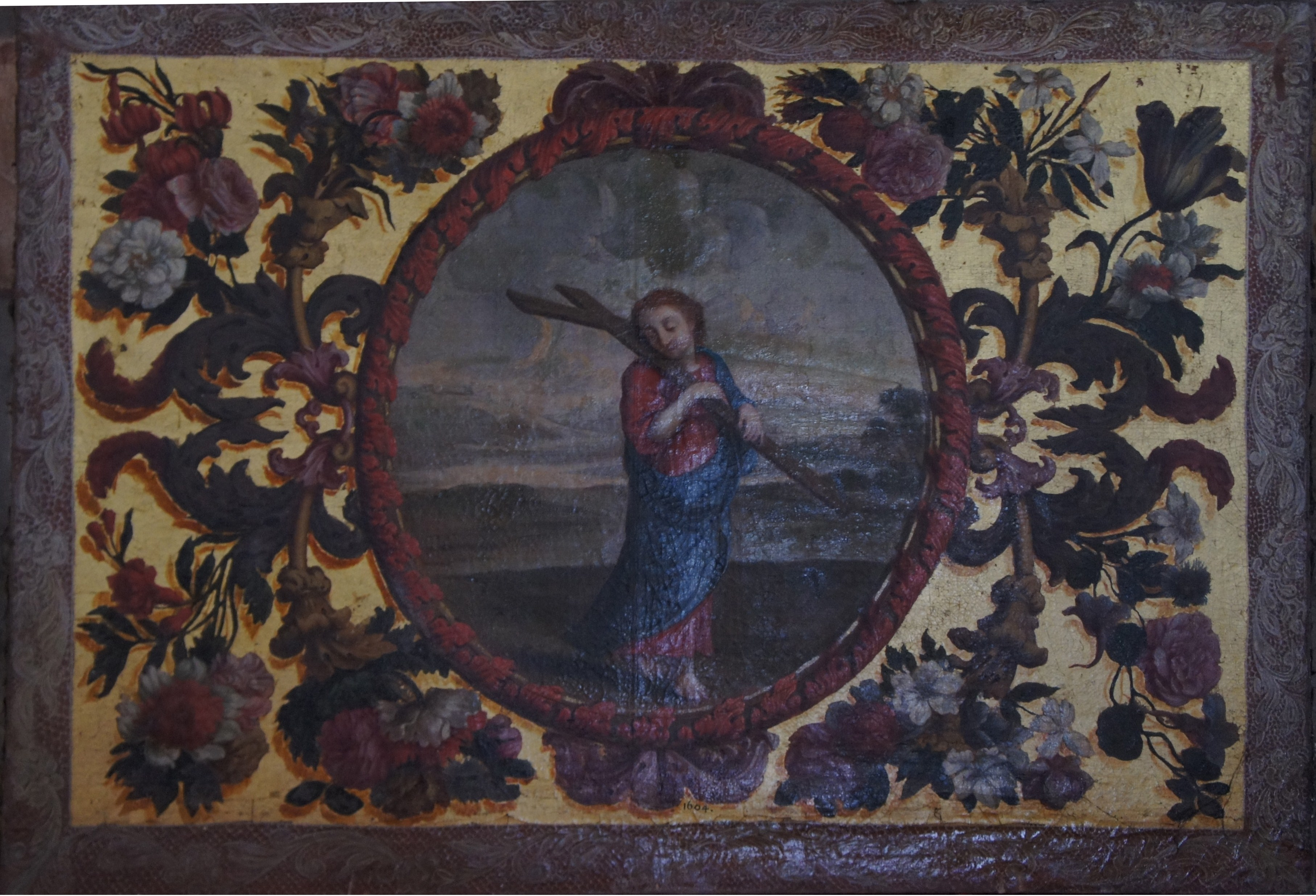
L'enfant Jésus portant sa Croix (tableau du XVIIe).
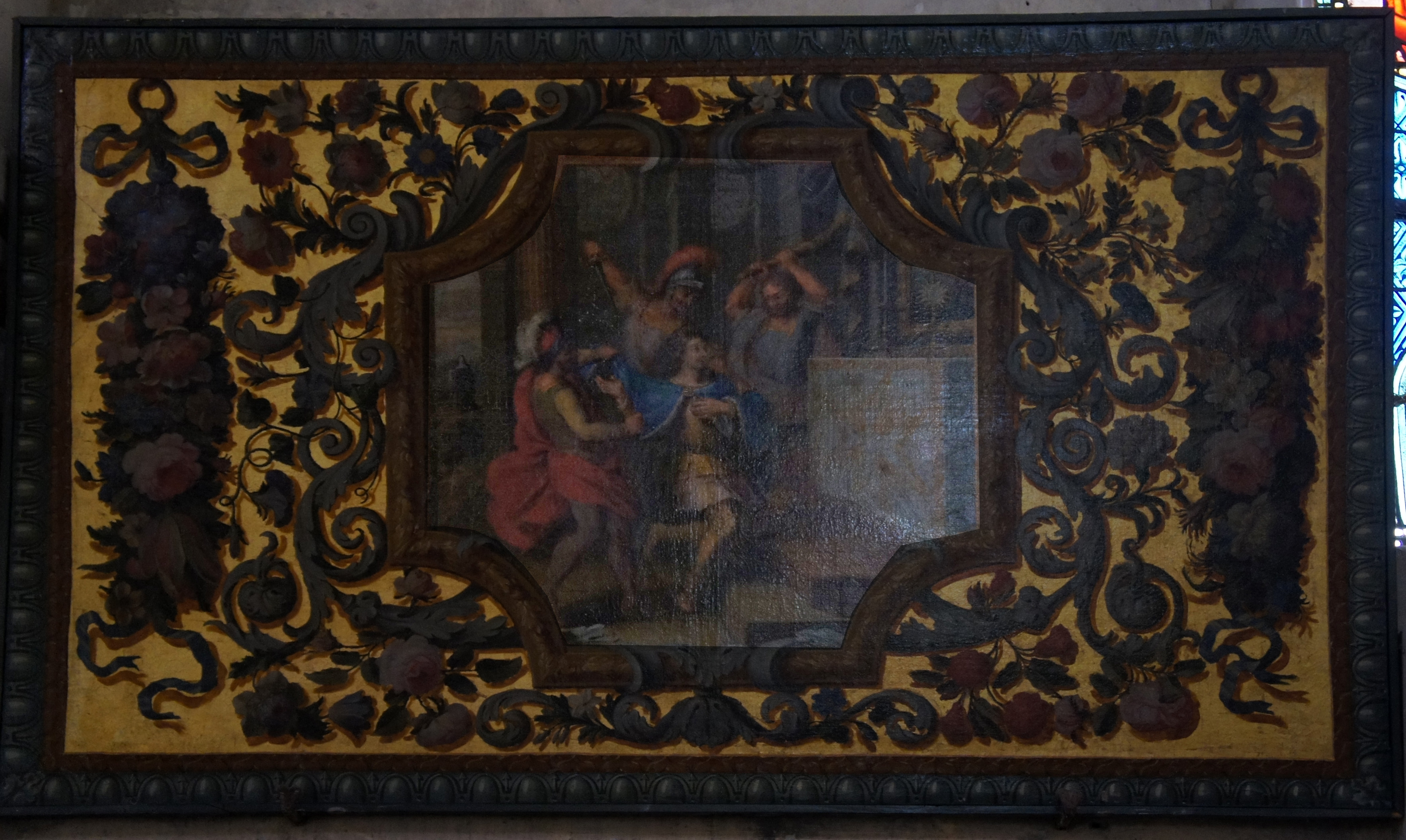
Le martyre de Gombert.
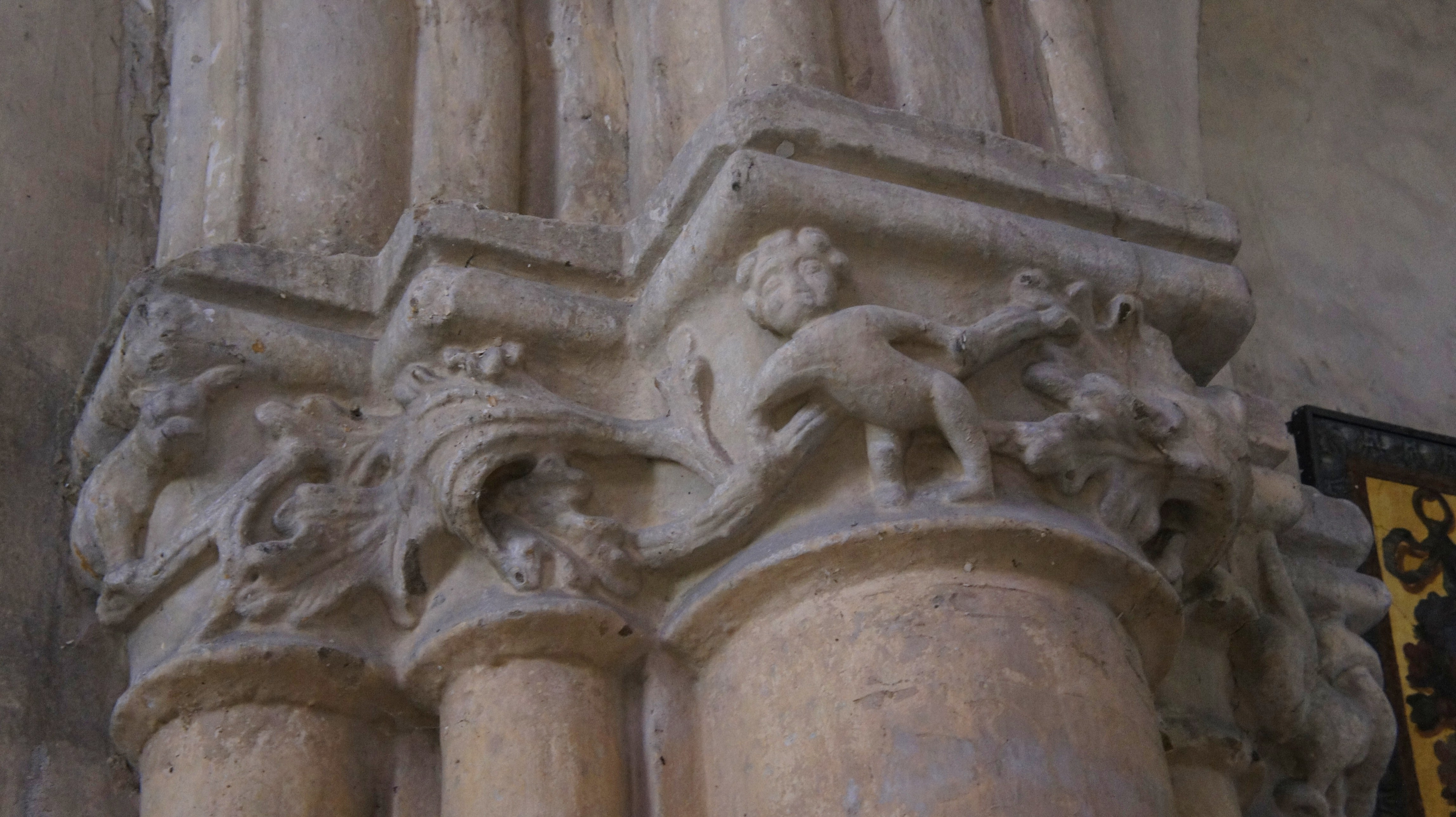
Détail d'un chapiteau.
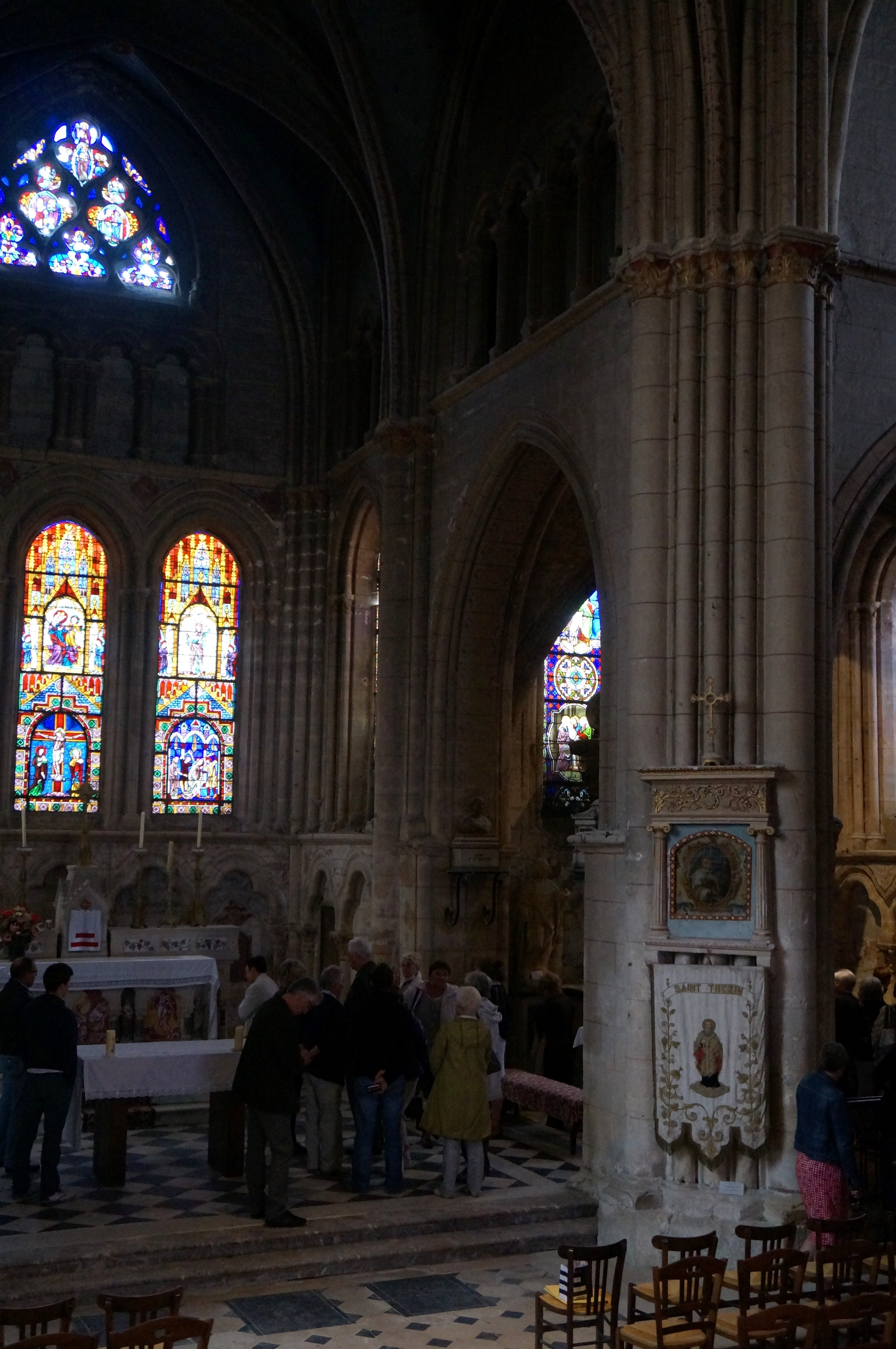
Vue du chœur de l'église lors de Concerts entre vignes et forêts.

L'église conserve aussi des reliques de Gombert, Berthe, Ursule et ses compagnes qui se trouvaient à l'origine dans l'ancienne abbaye royale de religieuses bénédictines d'Avenay aujourd'hui détruite.